# Victor Cherkashin
Victor Ivanovich Cherkashin (russo: Виктор Иванович Черкашин) (nascido em 22 de Fevereiro de 1932) é um ex-oficial de contraespionagem da KGB.

## Carreira
Ele ingressou na KGB em 1952 e se aposentou em 1991. Ele era o responsável pelos casos de Aldrich Ames, um oficial de contraespionagem da CIA, e de Robert Hanssen, um agente do FBI, quando estes traíram os EUA e espionaram para a União Soviética. Cherkashin serviu por muitos anos na Primeira Diretoria da KGB, o departamento dedicado à contraespionagem estrangeira. Sua carreira incluiu turnês no Líbano, Índia, Austrália, Alemanha Ocidental e Washington, DC.

## Vida Pessoal
Cherkashin casou-se com Elena, funcionária da KGB, com quem tem dois filhos: Alyosha e Alyona. Após sua aposentadoria da KGB, ele estabeleceu sua própria empresa de segurança privada em Moscou, onde agora vive com Elena.
Victor e sua esposa Elena fizeram uma aparição em Anthony Bourdain: No Reservations, no Travel Channel. Ele contou um pouco de sua vida como espião e manipulador, e também ajudou Anthony a escolher cogumelos selvagens e depois fez sua esposa cozinhá-los e compartilhou histórias enquanto comia petiscos. O programa foi gravado em sua datcha, casa de campo em uma comunidade com outros oficiais aposentados da KGB.

## Na Cultura Popular
Cheraskhin foi interpretado por Goran Kostic na minissérie de 2014 The Assets.